# ミトラ (競走馬)
ミトラ（欧字名:Mithra、2008年4月11日 - ）は、日本の競走馬。主な勝ち鞍に2015年の金鯱賞、2014年の福島記念。
馬名の意味は、主教、司祭、司教がかぶる冠（司教冠）。

## 経歴

### 2歳（2010年）
2010年11月20日、東京競馬場第5Rの2歳新馬戦でクリストフ・スミヨンを鞍上にデビューするも、最下位に敗れた。これが原因で、レース後に去勢される。

### 3-4歳（2011-2012年）
その後、2012年3月までダート戦を使われた。ダート7戦目となる4歳以上1000万下までダート1200m戦で3勝を挙げた後に、 デビュー戦以来となる芝レースであるフリーウェイステークスをレコード勝ちし、芝を主戦場に変える。次走のテレビユー福島賞、長岡ステークスでは敗れたものの、紅葉ステークスではデビュー以来となるスミヨンを鞍上に1着。オープン馬となった。だが、昇級初戦のオーロカップは3/4馬身差及ばず2着となった。

### 5-6歳（2013-2014年）
初戦のニューイヤーステークスは好位から先頭に立ち優勝するが、初重賞参戦となった阪急杯は14着と惨敗してしまう。この後、約1年4ヶ月の休養を挟み、復帰レースの得意とする東京のパラダイスステークスで1着となり、早々にオープン2勝目を挙げる。その後、関屋記念を10着と惨敗するも、京成杯オータムハンデキャップでは3着と初の重賞での複勝圏内入りを果たす。富士ステークス6着を経て、初の2000ｍ戦となった福島記念は短期免許で来日中のミカエル・バルザローナが騎乗。レースでは好位のインを追走し、ロスなく外に持ち出して並びかけ抜け出し、2着に1馬身1/4差をつけて1着、重賞初制覇を果たした。

### 7歳（2015年）
年が明けると、さらに距離が伸びたアメリカジョッキークラブカップを7番人気ながら2着と好走した。次走の中日新聞杯はトップハンデ57.5kgを背負いながらも5着となる。その後、再び休養を挟み6か月半ぶりの実戦となったオールカマーは3着、連覇がかかった福島記念は57.5kgのトップハンデで1番人気となるが、ヤマカツエースに1馬身差の2着となった。次走の金鯱賞は４コーナーで外めに持ち出して前を射程圏に入れ、直線半ばで追い出し、2着ディサイファ以下に1.1/4馬身差をつけ、レコードタイのタイムで重賞2勝目を飾った。しかし、脚部不安によりこのレースを最後に引退することが決定。2016年4月27日に登録を抹消された。

## 引退後
セン馬のため引退後、2016年よりノーザンホースパークで乗馬となった。2019年頃に退厩し、現在は立教大学馬術部にて「聖冠」と名前を変えて繋養されている。

## 競走成績
| 競走日     | 競馬場 | 競走名           | 格       | 距離（馬場）  | 頭 数 | 枠 番 | 馬 番 | オッズ （人気） | 着順 | タイム （上り3F） | 着差 | 騎手           | 斤量   | 1着馬（2着馬）         |
| ---------- | ------ | ---------------- | -------- | ------------- | ----- | ----- | ----- | --------------- | ---- | ----------------- | ---- | -------------- | ------ | ---------------------- |
| 2010.11.20 | 東京   | 2歳新馬          |          | 芝1800m（良） | 12    | 7     | 9     | 006.70（3人）   | 12着 | R1:54.5（38.9）   | -4.1 | C.スミヨン     | 55kg   | コウヨウレジェンド     |
| 2011.06.05 | 東京   | 3歳未勝利        |          | ダ1400m（良） | 15    | 6     | 11    | 011.20（6人）   | 03着 | R1:26.7（37.8）   | -0.1 | C.ウィリアムズ | 56kg   | ウインイマジン         |
| 0000.06.25 | 中山   | 3歳未勝利        |          | ダ1200m（良） | 16    | 4     | 8     | 005.10（3人）   | 01着 | R1:12.2（37.4）   | -0.3 | 横山典弘       | 56kg   | （アップターン）       |
| 0000.07.23 | 新潟   | 三国特別         | 500万下  | ダ1800m（良） | 15    | 8     | 14    | 029.20（8人）   | 06着 | R1:54.0（37.7）   | -1.2 | 松岡正海       | 54kg   | グランドシチー         |
| 0000.10.15 | 新潟   | 大形特別         | 500万下  | ダ1800m（稍） | 8     | 7     | 7     | 008.20（4人）   | 03着 | R1:53.6（37.3）   | -0.5 | 中館英二       | 55kg   | タケショウカヅチ       |
| 0000.11.13 | 東京   | 3歳上500万下     |          | ダ1400m（稍） | 14    | 1     | 1     | 005.30（3人）   | 05着 | R1:25.7（38.0）   | -1.1 | 三浦皇成       | 56kg   | エースインザホール     |
| 2012.02.25 | 中山   | 4歳上500万下     |          | ダ1200m（不） | 16    | 1     | 2     | 002.90（1人）   | 01着 | R1:10.6（36.0）   | -0.1 | 横山典弘       | 57kg   | （アランルース）       |
| 0000.03.18 | 中山   | 4歳上1000万下    |          | ダ1200m（不） | 16    | 2     | 4     | 002.80（1人）   | 01着 | R1:10.6（36.4）   | -0.0 | 横山典弘       | 57kg   | （エキナシア）         |
| 0000.05.20 | 東京   | フリーウェイS    | 1600万下 | 芝1400m（良） | 17    | 6     | 11    | 033.40（9人）   | 01着 | R1:19.6（33.2）   | -0.5 | 松岡正海       | 55kg   | （プランスデトワール） |
| 0000.06.30 | 福島   | テレビユー福島賞 | 1600万下 | 芝1200m（良） | 16    | 1     | 1     | 001.90（1人）   | 03着 | R1:09.0（35.2）   | -0.1 | 横山典弘       | 57kg   | ジュエルオブナイル     |
| 0000.08.11 | 新潟   | 長岡S            | 1600万下 | 芝1400m（良） | 18    | 5     | 10    | 002.50（1人）   | 09着 | R1:20.3（34.0）   | -0.6 | 松岡正海       | 57kg   | エーシンハーバー       |
| 0000.10.28 | 東京   | 紅葉S            | 1600万下 | 芝1600m（良） | 9     | 6     | 6     | 003.50（2人）   | 01着 | R1:32.7（33.8）   | -0.0 | C.スミヨン     | 57kg   | （タイキパーシヴァル） |
| 0000.11.10 | 東京   | オーロC          | OP       | 芝1400m（良） | 12    | 7     | 9     | 002.80（1人）   | 02着 | R1:20.5（33.0）   | -0.1 | 横山典弘       | 55kg   | インプレスウィナー     |
| 2013.01.13 | 中山   | ニューイヤーS    | OP       | 芝1600m（良） | 16    | 4     | 8     | 004.20（1人）   | 01着 | R1:33.5（34.6）   | -0.1 | 横山典弘       | 56kg   | （フレールジャック）   |
| 0000.02.24 | 阪神   | 阪急杯           | GIII     | 芝1400m（良） | 16    | 5     | 10    | 012.10（5人）   | 14着 | R1:22.2（36.2）   | -1.2 | 大野拓弥       | 56kg   | ロードカナロア         |
| 2014.06.29 | 東京   | パラダイスS      | OP       | 芝1400m（稍） | 13    | 4     | 5     | 005.90（1人）   | 01着 | R1:22.5（34.6）   | -0.2 | 蛯名正義       | 57kg   | （コウヨウアレス）     |
| 0000.08.17 | 新潟   | 関屋記念         | GIII     | 芝1600m（稍） | 16    | 6     | 12    | 011.60（5人）   | 10着 | R1:33.5（34.6）   | -1.0 | M.エスポジート | 56kg   | クラレント             |
| 0000.09.14 | 新潟   | 京成杯AH         | GIII     | 芝1600m（良） | 15    | 4     | 7     | 029.10（9人）   | 03着 | R1:33.4（33.2）   | -0.1 | M.エスポジート | 56kg   | クラレント             |
| 0000.10.25 | 東京   | 富士S            | GIII     | 芝1600m（良） | 16    | 6     | 12    | 013.50（7人）   | 06着 | R1:33.4（33.7）   | -0.2 | F.ベリー       | 56kg   | ステファノス           |
| 0000.11.16 | 福島   | 福島記念         | GIII     | 芝2000m（良） | 16    | 1     | 1     | 009.80（6人）   | 01着 | R1:58.1（34.1）   | -0.2 | M.バルザローナ | 56kg   | （フラアンジェリコ）   |
| 2015.01.25 | 中山   | AJCC             | GII      | 芝2200m（良） | 17    | 7     | 14    | 035.60（7人）   | 02着 | R2:13.8（34.6）   | -0.2 | 柴山雄一       | 56kg   | クリールカイザー       |
| 0000.03.14 | 中京   | 中日新聞杯       | GIII     | 芝2000m（良） | 18    | 7     | 14    | 006.60（3人）   | 05着 | R2:01.7（35.8）   | -0.5 | 蛯名正義       | 57.5kg | ディサイファ           |
| 0000.09.27 | 中山   | オールカマー     | GII      | 芝2200m（良） | 15    | 5     | 9     | 016.50（7人）   | 03着 | R2:12.4（34.9）   | -0.5 | 柴山雄一       | 56kg   | ショウナンパンドラ     |
| 0000.11.15 | 福島   | 福島記念         | GIII     | 芝2000m（重） | 16    | 4     | 8     | 004.20（1人）   | 02着 | R2:02.7（37.7）   | -0.2 | 柴山雄一       | 57.5kg | ヤマカツエース         |
| 0000.12.05 | 中京   | 金鯱賞           | GII      | 芝2000m（良） | 12    | 7     | 10    | 009.00（5人）   | 01着 | R1:58.8（34.6）   | -0.2 | 柴山雄一       | 56kg   | （ディサイファ）       |

- タイム欄のRはレコード勝ちを示す。

## 血統表
| ミトラの血統                       | ミトラの血統                          | ミトラの血統       | （血統表の出典）   | （血統表の出典） |
| 父系                               | ロベルト系                            | ロベルト系         | ロベルト系         |                  |
| 父 *シンボリクリスエス 1999 黒鹿毛 | 父の父Kris S. 1977 黒鹿毛             | Roberto            | Hail to Reason     | Hail to Reason   |
| 父 *シンボリクリスエス 1999 黒鹿毛 | 父の父Kris S. 1977 黒鹿毛             | Roberto            | Bramalea           |                  |
| 父 *シンボリクリスエス 1999 黒鹿毛 | 父の父Kris S. 1977 黒鹿毛             | Sharp Queen        | Princequillo       | Princequillo     |
| 父 *シンボリクリスエス 1999 黒鹿毛 | 父の父Kris S. 1977 黒鹿毛             | Sharp Queen        | Bridgework         |                  |
| 父 *シンボリクリスエス 1999 黒鹿毛 | 父の母Tee Kay 1991 黒鹿毛             | Gold Meridian      | Seattle Slew       | Seattle Slew     |
| 父 *シンボリクリスエス 1999 黒鹿毛 | 父の母Tee Kay 1991 黒鹿毛             | Gold Meridian      | Queen Louie        |                  |
| 父 *シンボリクリスエス 1999 黒鹿毛 | 父の母Tee Kay 1991 黒鹿毛             | Tri Argo           | Tri Jet            | Tri Jet          |
| 父 *シンボリクリスエス 1999 黒鹿毛 | 父の母Tee Kay 1991 黒鹿毛             | Tri Argo           | Hail Proudly       |                  |
| 母 エイグレット 2000 栗毛          | 母の父*サンデーサイレンス 1986 青鹿毛 | Halo               | Hail to Reason     | Hail to Reason   |
| 母 エイグレット 2000 栗毛          | 母の父*サンデーサイレンス 1986 青鹿毛 | Halo               | Cosmah             |                  |
| 母 エイグレット 2000 栗毛          | 母の父*サンデーサイレンス 1986 青鹿毛 | Wishing Well       | Understanding      | Understanding    |
| 母 エイグレット 2000 栗毛          | 母の父*サンデーサイレンス 1986 青鹿毛 | Wishing Well       | Mountain Flower    |                  |
| 母 エイグレット 2000 栗毛          | 母の母ノーザンプリンセス 1991 栗毛    | *ノーザンテースト  | Northern Dancer    | Northern Dancer  |
| 母 エイグレット 2000 栗毛          | 母の母ノーザンプリンセス 1991 栗毛    | *ノーザンテースト  | Lady Victoria      |                  |
| 母 エイグレット 2000 栗毛          | 母の母ノーザンプリンセス 1991 栗毛    | ウイルプリンセス   | *サンプリンス      | *サンプリンス    |
| 母 エイグレット 2000 栗毛          | 母の母ノーザンプリンセス 1991 栗毛    | ウイルプリンセス   | エール             |                  |
| 母系(F-No.)                        | 3号族(FN:3-ｌ)                        | 3号族(FN:3-ｌ)     | 3号族(FN:3-ｌ)     |                  |
| 5代内の近親交配                    | Hail to Reason 4×4                    | Hail to Reason 4×4 | Hail to Reason 4×4 |                  |

- 叔父メイショウサムソンは皐月賞、日本ダービーなどGI4勝馬。
- 近親にポレール（中山大障害3連覇）、アサクサスケール（クイーンステークス）など。
- 5代母ガーネツトは1959年の天皇賞・有馬記念の勝馬で、牝系を遡ると、小岩井農場の基礎輸入牝馬の1頭であるフロリースカツプにたどり着く。